# Pistoolmot
De pistoolmot (Aristotelia subdecurtella) is een vlinder uit de familie tastermotten (Gelechiidae). De wetenschappelijke naam is voor het eerst geldig gepubliceerd in 1859 door Stainton.
De soort komt voor in Europa.